# ローン・グリーン
ローン・グリーン（Lorne Greene,  1915年2月12日 - 1987年9月11日）は、アメリカ合衆国の俳優、歌手である。

## 来歴
1915年、カナダ、オンタリオ州オタワに生まれる。ロシアからのユダヤ系移民で、父親は靴職人だった。同州のキングストンにあるクイーンズ大学で演劇を学ぶ傍ら、学内のラジオの放送係として才能を発揮。大学を卒業後は、カナダ放送協会のブロードキャスターとしてキャリアをスタートさせた。ブロードキャスター時代にはカナダのラジオ局において様々なニュースを読み上げ、当時「The Voice of Canada」というニックネームがつけられた。その後はドキュメンタリー映画のナレーターなどの職を経て、徐々に俳優としてアメリカへも活動拠点を広げ、ブロードウェイや劇団の舞台にも立ち始める。1953年からテレビドラマへ進出し、役者としてのキャリアをスタートさせてから、カナダとアメリカの様々な映画やテレビドラマへ出演するバイブレーヤーとして活躍した。
特に彼のキャリアで知られるようになったのは1959年からアメリカで製作された西部劇をモチーフとしたテレビドラマシリーズ『ボナンザ』への出演で、同ドラマでは主人公を演じている。同作品での演技が評価され1959年のゴールデングローブ賞のテレビ部門の最優秀男優賞にもノミネートされた。1973年には、小松左京の小説を映画化した日本映画『日本沈没』の米国公開版へも出演した。
1960年代は歌手としても活躍した。1964年に発表したシングル「リンゴー」はビルボード・Hot 100の1位を記録した。

### 死去
1987年9月11日に肺炎による合併症のためカリフォルニア州サンタモニカの自宅で死去。72歳だった。

## 出演作品

### 映画
- 銀の盃  The Silver Chalice (1954)
- 消された証人 Tight Spot (1955)
- 枯葉 Autumn Leaves (1956)
- 青春物語 Peyton Place (1957)
- The Hard Man (1957)
- 愛の贈物 The Gift of Love (1958)
- 生れながらの無宿者 The Last of the Fast Guns (1958)
- 大海賊 The Buccaneer (1958)
- 拳銃の罠 The Trap (1959)
- 決断 The Hangman (1959)
- Swing Out, Sweet Land (1959) ※テレビ映画
- ハーネス・緑の大地 The Harness (1971) ※テレビ映画
- The Legend of Amaluk: An Arctic Odyssey (1972)
- 日本沈没 (1973) ※米国公開版
- Rex Harrison Presents Stories of Love (1974)
- 大地震 Earthquake (1974)
- ネバダ・スミス Nevada Smith (1974) ※テレビ映画
- Man on the Outside (1975) ※テレビ映画
- パニック・イン・SST/デス・フライト SST: Death Flight (1977) ※テレビ映画
- 大統領を撃った男 ケネディ暗殺の謎・オズワルドの証言 The Trial of Lee Harvey Oswald (1977)
- The Bastard (1978)
- 宇宙空母ギャラクティカ Battlestar Galactica (1978)
- The Little Brown Burro (1978)
- 黄金の荒野 Klondike Fever (1980)
- Living Legend: The King of Rock and Roll (1980)
- 奇跡の時間 A Time for Miracles (1980)
- Vasectomy: A Delicate Matter (1986)
- アラモ2 The Alamo: Thirteen Days to Glory (1987) ※テレビ映画

### 声の出演
- Heidi's Song (1982)
- オズの魔法使い Wizard of Oz (1982) ※日米合作アニメ

### テレビドラマ
- Omnibus (1953)
- スタジオ・ワン Studio One (1953, 1954, 1957)
- Danger (1954)
- You Are There (1954, 1955)
- Sailor of Fortune (1955 - 1958)
- クライマックス! Climax! (1955)
- The Elgin Hour (1955)
- Star Stage (1955)
- スタジオ57 Studio 57 (1955)
- ヒッチコック劇場 Alfred Hitchcock Presents (1957)
- Armstrong Circle Theatre (1956)
- プレイハウス90 Playhouse 90 (1957)
- シャーリー・テンプルのストーリー・ブック Shirley Temple's Storybook (1958)
- 第三の男 The Third Man (1959)
- 幌馬車隊 Wagon Train (1959)
- ブロンコ Bronco (1959)
- ボナンザ Bonanza (1959 - 1973)
- 私立探偵マイク・ハマー Mike Hammer (1959)
- シャイアン Cheyenne (1960)
- Appointment with Destiny (1972 - 1973)
- Griff (1973 - 1975)
- ルーツ Roots (1977)
- ハーディ・ボーイズ ナンシー・ドルー The Hardy Boys/Nancy Drew Mysteries (1977)
- 宇宙空母ギャラクティカ Battlestar Galactica (1978 - 1979)
- ラブ・ボート The Love Boat (1979, 1980)
- ギャラクティカ1980 Galactica 1980 (1980)
- ベガス Vega$ (1980)
- アロハ・パラダイス Aloha Paradise (1981)
- コード・レッド Code Red (1981 - 1982)
- フライング・コップ 知能指数0分署 Police Squad! (1982)
- Highway to Heaven (1985)